# Benjamin Compaoré
Pour les articles homonymes, voir Compaoré.
Benjamin Compaoré (né le 5 août 1987 à Bar-le-Duc) est un athlète français, spécialiste du triple saut.

## Biographie
Né en 1987 à Bar-le-Duc, d'un père burkinabè et d'une mère lorraine, Benjamin Compaoré débute l'athlétisme à l'âge de dix ans au sein de l'ASPTT Strasbourg. Entraîné à ses débuts par Sandra Sturm, puis Nicolas Delpech, il se spécialise dans le triple saut vers l'âge de quinze ans. Crédité de 12,20 m en 2002, il atteint la marque de 14,50 m en 2003, 15,48 m en 2004, 16,00 m en 2005, puis 16,61 m en 2006.
Il fait ses débuts sur la scène internationale en 2005 à l'occasion des Championnats d'Europe juniors de Kaunas. Vainqueur du concours des qualifications avec 16,12 m, il ne se classe que cinquième de la finale avec un meilleur saut mesuré à 15,81 m.
En 2006, Benjamin Compaoré rejoint le groupe d'entraînement de Jean-Hervé Stievenart, et remporte les Championnats de France juniors du triple saut. Le 20 août 2006, il remporte la finale des Championnats du monde junior 2006 de Pékin, établissant avec la marque de 16,61 m la meilleure performance mondiale junior de l'année.
Pour sa première sélection en équipe de France senior, Benjamin termine 5e des Championnats d'Europe de Barcelone en 2010, malgré une blessure récurrente au talon qui ne le quitte plus depuis plusieurs mois.
Lors de la finale de la Ligue de diamant, lors du mémorial Van Damme à Bruxelles, le 16 septembre 2011, Compaoré remporte le concours en portant son record personnel à 17,31 m (- 0,6 m/s).
Lors des championnats de France en salle 2012, il termine 1er du concours avec un saut à 17,13 m, loin de son dauphin qui termine avec un triple bond à 16,72 m. Il se classe 6e des championnats du monde en salle d'Istanbul (17,05 m) et des Jeux olympiques de Londres (17,08 m).
En fin de saison, il participe à son premier décathlon à Talence, lors du Décastar, et termine 10e avec 6 704 points malgré une bonne première journée.

### Champion d'Europe (2014)
Compaoré arrive aux championnats d'Europe de Zurich avec une meilleure performance de l'année à 17,11 m. Dès le premier saut, le Français s'empare de la médaille d'or avec un bond à 17,46 m (nouveau record personnel) et permet ainsi à la France de remporter son premier titre européen au triple saut.
Il réalise notamment ensuite un saut à 17,18 m, qui aurait pu valoir 17,60 m / 17,70 m si son pied gauche était correctement ramené. Le 3 février 2015, Compaoré se blesse à l'entraînement. Atteint d'une déchirure musculaire à une cuisse qui nécessite cinq à six semaines d'arrêt, il ne peut participer aux championnats d'Europe en salle 2015 disputés à Prague au début du mois de mars. Il termine dernier de la finale des Championnats du monde de Pékin avec 16,63 m.

### Nouvelle technique, médaillé mondial (2016)
À la suite de douleurs récurrentes à sa cheville, Benjamin Compaoré expérimente une nouvelle technique de saut : en effet, comme l'Américain Christian Taylor en 2015, le Français décide de changer son pied d'appel. Il commence les compétitions le  6 février 2016, il prend la 6e place du concours du meeting de Karlsruhe avec 16,29 m. À la fin du mois, il se classe 3e des championnats de France en salle avec 16,88 m, derrière Teddy Tamgho (16,98 m) et Harold Correa (16,91 m). 
Le 19 mars 2016, Compaoré remporte sa première médaille mondiale sénior en décrochant la médaille de bronze des championnats du monde en salle de Portland avec un saut à 17,09 m, performance proche de son record personnel en salle (17,14 m). Durant ce concours, il établit trois marques de références au-delà de 17 mètres (17,00 m - 17,04 m - 17,09 m). Il est devancé par le Chinois Dong Bin (17,33 m) et l'Allemand Max Heß (17,14 m). Le 15 août, il se hisse en finale du triple saut des Jeux Olympiques de Rio grâce à un ultime essai mesuré à 16,72 m, mais ne peut faire mieux que 16,54 m lors de la finale disputée le lendemain, prenant la dixième place, bien loin du champion olympique Christian Taylor vainqueur en 17,86 m.
Le 18 juillet 2017, la FFA le sélectionne pour participer aux Championnats du monde de Londres grâce à sa seconde place aux Championnats de France de Marseille avec 16,94 m. Le lendemain, il révèle à la suite de cette sélection avoir eu une opération de la cheville gauche le 27 mars, une désinsertion partielle du tendon d’Achille le 24 avril et avoir pris la décision de retrouver sa jambe gauche comme pied d'appel.
Le 28 juillet 2019, il remporte son premier titre national en plein air à Saint-Étienne et réussit son meilleur saut depuis 2017 avec 16,94 m. Le 11 août, il se classe troisième du concours de triple saut des championnats d'Europe par équipes avec un saut à 16,67 m, puis réalise les minima pour les championnats du monde de Doha lors du meeting de Paris le 24 août grâce à un triple bond mesuré à 17,05 m. Le 27 septembre, il reste bloqué à 16,59 m et ne parvient pas à franchir le stade des qualifications aux Mondiaux de Doha, qualifiant cette élimination de « plus grande déception de sa carrière ».

## Palmarès

### International
| Date | Compétition                       | Lieu             | Résultat | Marque  |
| ---- | --------------------------------- | ---------------- | -------- | ------- |
| 2005 | Championnats d'Europe juniors     | Kaunas           | 5e       | 15,81 m |
| 2006 | Championnats du monde juniors     | Pékin            | 1er      | 16,61 m |
| 2010 | Championnats d'Europe             | Barcelone        | 5e       | 16,99 m |
| 2011 | Championnats du monde             | Daegu            | 8e       | 17,17 m |
| 2011 | Ligue de diamant                  | Ligue de diamant | 3e       | détails |
| 2012 | Championnats du monde en salle    | Istanbul         | 6e       | 17,05 m |
| 2012 | Jeux olympiques                   | Londres          | 6e       | 17,08 m |
| 2014 | Championnats d'Europe             | Zurich           | 1er      | 17,46 m |
| 2014 | Coupe continentale                | Marrakech        | 1er      | 17,48 m |
| 2014 | Ligue de diamant                  | Ligue de diamant | 3e       | détails |
| 2015 | Championnats du monde             | Pékin            | 12e      | 16,63 m |
| 2016 | Championnats du monde en salle    | Portland         | 3e       | 17,09 m |
| 2016 | Championnats d'Europe             | Amsterdam        | 12e      | 16,12 m |
| 2016 | Jeux olympiques                   | Rio de Janeiro   | 10e      | 16,54 m |
| 2019 | Championnats d'Europe par équipes | Bydgoszcz        | 3e       | 16,67 m |

### National
- Championnats de France élite :
  - Plein air : vainqueur en 2019
  - Salle : vainqueur en 2012 et 2023, 3e en 2016 et 2017

## Records
| Épreuve     | Épreuve      | Performance | Lieu      | Date              |
| ----------- | ------------ | ----------- | --------- | ----------------- |
| Triple saut | En plein air | 17,48 m     | Marrakech | 14 septembre 2014 |
| Triple saut | En salle     | 17,14 m     | Liévin    | 14 février 2012   |